# Аль-Хаким, Хасан
Хасан аль-Хаким (араб. حسن الحكيم‏‎; 1886, Дамаск, Османская империя — 1982, Дамаск, Сирия) — сирийский политический деятель, премьер-министр Сирии (1941—1942 и 1951).

## Биография
Хасан аль-Хаким родился в известной дамасской семье. Он изучал административные науки в Королевском институте в Константинополе. Занимая несколько государственных должностей, он был назначен на пост директора Бюро военных поставок накануне вывода османской армии из Дамаска 26 сентября 1918 года. В 1920 году Хасан аль-Хаким был назначен генеральным директором телеграфа и почты
В апреле 1922 года был арестован французскими властями за сопротивление против французской оккупации и приговорён к 10 годам тюремного заключения. В 1923 году был освобождён.
В 1924 году был назначен секретарём Народной партии. В 1925 году за участие в арабском восстании был приговорён к смертной казни, но смог бежать в Трансиорданию. Потом жил в Египте, Палестине и в Ираке, где он работал в области финансов.
В 1937 году вернулся в Сирию, а в 1939 году стал министром образования. В 1941—1942 годах, а затем в 1951 году был премьер-министром страны.

## Факты
- Является самым долгоживущим премьер-министром Сирии и самым долгоживущим политиком Ближнего Востока.